# Virginia de Médicis
Pour les autres membres de la famille, voir Famille de Médicis.
 (mai 2022).
Si vous disposez d'ouvrages ou d'articles de référence ou si vous connaissez des sites web de qualité traitant du thème abordé ici, merci de compléter l'article en donnant les références utiles à sa vérifiabilité et en les liant à la section « Notes et références ».
Virginia de Médicis (née à Florence le 29 mai 1568, morte à Modène le 15 janvier 1615) est la fille de Cosme Ier de Toscane et de son épouse morganatique Camilla Martelli.

## Biographie
Virginia naît après que Cosme abdique de son titre de grand-duc de Toscane en faveur de son fils François Ier. Le couple se marie seulement en 1570, donc Virginia, illégitime, n'est légitimée par la suite que per subsequens.
Après l'échec des négociations pour une union avec un Sforza, elle épouse le 6 février 1586 César d'Este, duc de Modène à partir de 1597. Virginia vit à Ferrare et retourne plusieurs fois en Toscane en certaines grandes occasions comme le mariage de son frère Ferdinand Ier avec Christine de Lorraine en 1589 ou le baptême de Cosme II en avril 1592. Quand son mari perd Ferrare, elle s'installe à Modène avec la cour le 15 janvier 1598.
Après dix ans de mariage, elle manifeste les premiers signes de folie qui l'accompagnent jusqu'à sa mort en 1615. Elle est enterrée à Modène dans l'église de San Vincenzo.

## Descendants
1. Giulia d'Este (1588-1645)
2. Alphonse III d'Este (1591-1644), duc de Modène à partir de 1628,
3. Luigi d'Este (1593/1594-1664), seigneur de Montecchio et Scandiano
4. Laura d'Este (1594-1630)
5. Caterina d'Este (1595-1618)
6. Ippolito d'Este (1599-1647)
7. Niccolo d'Este (1601-1640)
8. Borso d'Este (1605-1657)
9. Foresto d'Este (1606-1639/1640)
10. Angela Caterina d'Este (morte en 1651), religieuse.

## Sources
- (it) Cet article est partiellement ou en totalité issu de l’article de Wikipédia en italien intitulé « Virginia de' Medici » (voir la liste des auteurs).